# حرائق الغابات المطيرة في البرازيل 2020
حرائق الغابات المطيرة في البرازيل 2020 هي سلسلة من حرائق الغابات التي أثرت على البرازيل، مع ما مجموعه 44,013 حريق قد اندلع، مسجلة بين يناير وأغسطس في الأمازوناس وبانتانال. داخل منطقة الأمازون تم اكتشاف 6315 اندلاع حريق في نفس الفترة. داخل بانتانال حجم الحرائق يعادل تلك التي حدثت في السنوات الست الماضية وكانت هناك إجراءات من قبل المنظمات غير الحكومية والمتطوعين لإنقاذ الحيوانات المهددة بالانقراض مثل الجاكوار. من المتوقع أن تكون النظم الصحية في منطقة الأمازون المثقلة بالفعل بجائحة كوفيد 19 أكثر من طاقتها بسبب أمراض الجهاز التنفسي بسبب الدخان المنبعث من حرائق الغابات.
تشير الخبرة التي تم إجراؤها إلى أن الحرائق في بانتانال قد بدأت بفعل بشري ويقوم مركز شرطة البيئة بالتحقيق في المسؤولين عن ذلك.
يعتبر دوجلاس مورتون رئيس مختبر علوم الغلاف الحيوي التابع لوكالة ناسا أن الحرائق «غير مسبوقة». على الرغم من أن الحكومة البرازيلية قد فرضت حظرًا لمدة 120 يومًا على الحرق في منطقة الأمازون، إلا أن تحليلًا أجرته وكالة ناسا يشير إلى أن هذا كان ذا تأثير ضئيل.
بين 28 مايو و25 أغسطس، تم رصد 516 نقطة حريق تغطي مساحة 376.416 هكتار.
في أغسطس كان رد الرئيس جايير بولسونارو أن «وسائل الإعلام والحكومات الأجنبية تقدم رواية خاطئة عن الأمازون». في الشهر نفسه أفاد المعهد الوطني البرازيلي لأبحاث الفضاء أن بيانات الأقمار الصناعية تظهر أن عدد الحرائق في منطقة الأمازون قد ارتفع بنسبة 28٪ إلى 6800 حريق في يوليو مقارنة بحوالي 5300 حريق غابات في يوليو 2019. وهذا يشير إلى احتمال تفاقم حرائق غابات الأمازون. من التدمير المتسارع لعام 2019 لواحد من أكبر الحواجز القابلة للحماية في العالم ضد الاحتباس الحراري في عام 2020. سجلت الأقمار الصناعية في سبتمبر 32,017 نقطة ساخنة في أكبر غابة مطيرة في العالم، بزيادة 61 ٪ عن نفس الشهر في عام 2019.
في سبتمبر أفاد المعهد الوطني للأبحاث العلمية أن 1359 كيلومترًا مربعًا من منطقة الأمازون البرازيلية قد احترقت في أغسطس، مما قد يضع فعالية الاستجابة المعاصرة ضد إزالة الغابات - مثل اعتبارات التدخل الاقتصادي والعملية العسكرية الحالية - موضع تساؤل. بلغت مساحة الغابات المطيرة المفقودة التي بلغت 6,087 كيلومترًا مربعًا في عام 2020 اعتبارًا من أوائل سبتمبر - حوالي 95٪ من الفترة في عام 2019 - تقريبًا بحجم مساحة فلسطين.
في البانتانال بدأ جزء من الحريق في مناطق خاصة أو محميات قانونية (التي يحميها القانون) وانتشرت في أراضي السكان الأصليين. في 13 سبتمبر تشير البيانات الأولية المستندة إلى صور الأقمار الصناعية إلى أن 1.5 مليون هكتار قد احترقت في منطقة بانتانال منذ بداية أغسطس، متجاوزة الرقم القياسي السابق لموسم الحرائق لعام 2005. في 15 سبتمبر أفيد أن 23.500 كيلومتر مربع حوالي 12 ٪ من بانتانال قد احترقت في عام 2020.